# Hiba Mohamed
Hiba Salah-Eldin Mohamed (arabiska: هبة صلاح الدين محمد), född 18 januari 1968, är en sudanesisk molekylärbiolog vid Khartoums universitets institution för molekylärbiologi.
Hennes forskning fokuserar på genetiken bakom visceral leishmaniasis, en sjukdom som idag saknar vaccin och effektiv behandling. För detta tilldelades hon 2007 Royal Society Pfizer Award. 2010 utsågs Hiba även till Fellow of the Global Young Academy.